# パシフィック・プロ・レスリング
パシフィック・プロレスリング（Pacific Pro-Wrestling、略称：PPW）は、オーストラリアのプロレス団体。

## 歴史
2012年、クリス・ダルグレイッシュとマーク・ダルグレイッシュが設立して旗揚げ戦を開催。
2014年4月25日、PPWヘビー級王者のAJイストリアが日本のWNCに参戦して防衛戦が行われた。

## タイトル
- PPWヘビー級王座
- PPWタッグ王座
- PPWライトヘビー級王座
- PPW女子王座

## 所属選手

### ヘビー級男子選手
- AJ Istria
- Australian Wolf
- Jake Nova
- Jesse Daniels
- Johnny Lukas
- Mark Davis
- Mitch McCarthy
- Ryan Eagles
- Sam Richards

### ライトヘビー級男子選手
- ロビー・イーグルス
- Joel Bateman
- Koi Bombora
- Lucas Gold
- Mystery
- Renegade
- Lynx Lewis Jr.

### 女子選手
- ケリー・スケーター
- トニー・ストーム
- Sara Jay
- Kellyanne English